# St. Hedwig (Kempten)

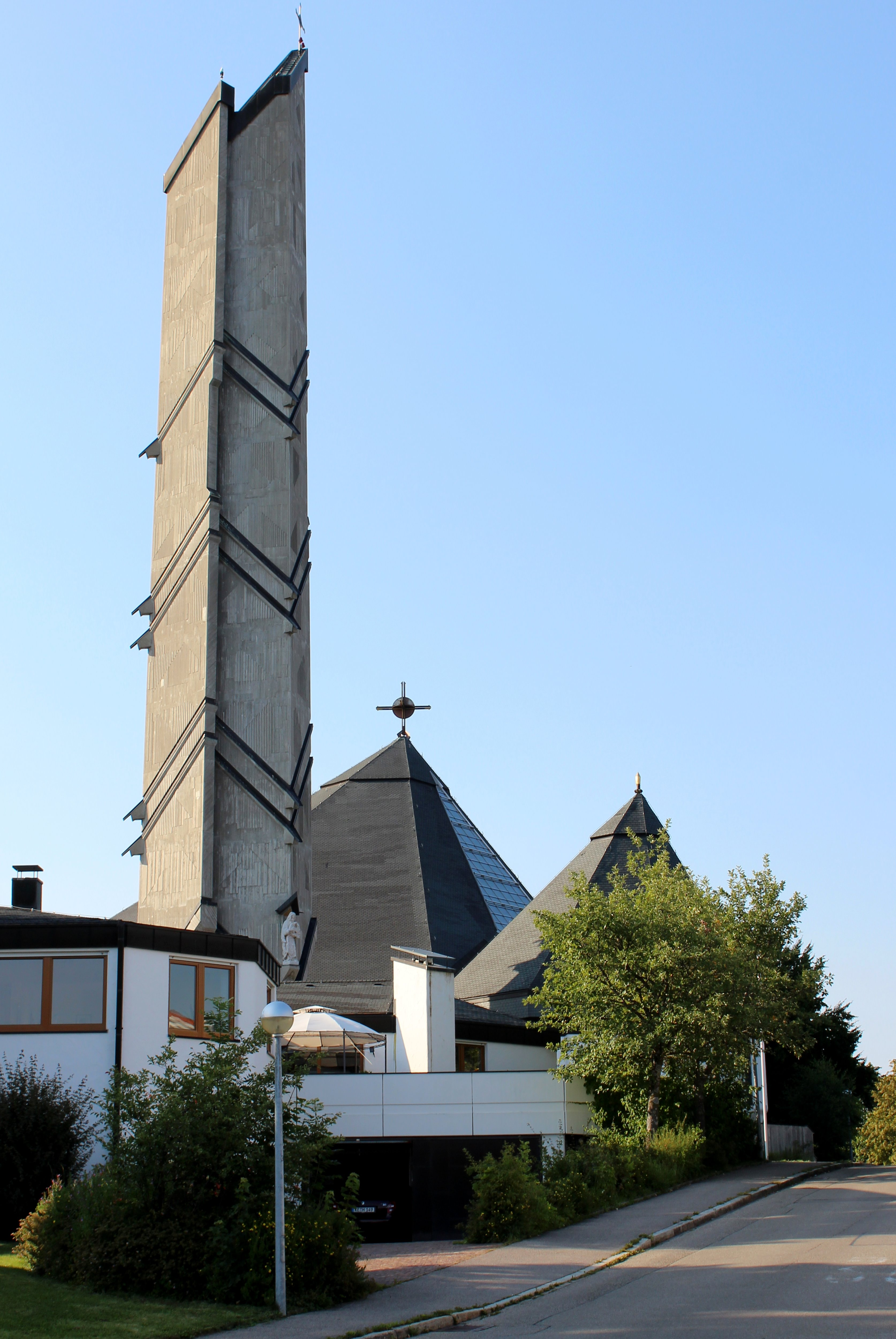
Kirche St. Hedwig (2012)

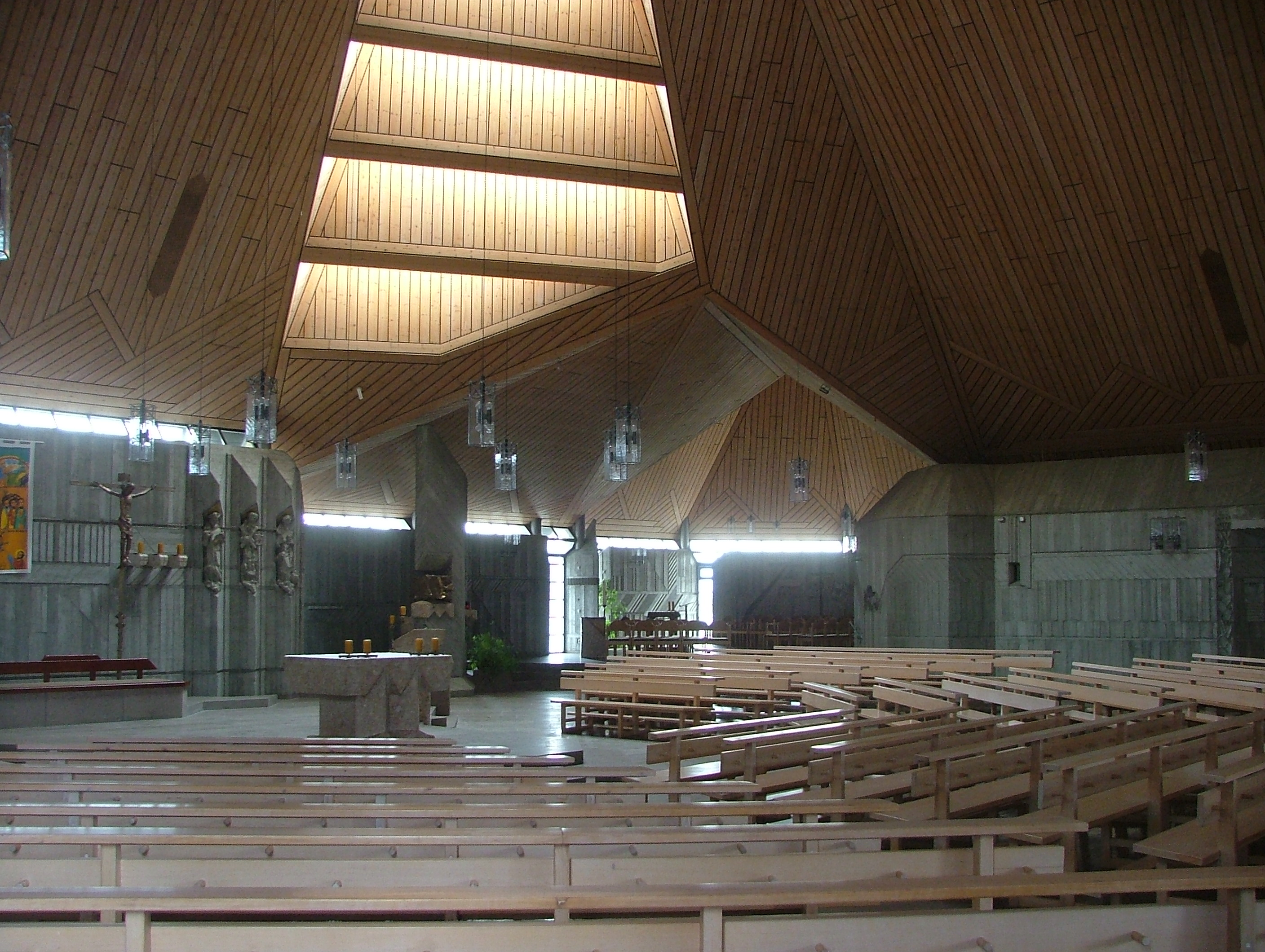
Kircheninnenraum (2003)

St. Hedwig ist eine katholische Pfarrkirche in Kempten im Allgäu. Sie wurde im Zuge der schnellen Besiedlung des Stadtteils Thingers erbaut und ist ein weithin sichtbares, stadtteilprägendes Bauwerk.

## Geschichte
Ende der 1950er Jahre kam es im Kemptener Norden zu einer regen Bautätigkeit und einem Anwachsen der Kirchengemeinde, dass die vorhandenen Kirchen überfüllt waren. Der Geistliche Rat Ulrich Hertle († 1985), kaufte 1971 ein Grundstück für eine neue Kirchengemeinde, und die Kirchengemeinde St. Michael mit etwa 6000 Gemeindegliedern wurde geteilt. Franz Heumann – bisheriger Kaplan von St. Ulrich – wurde der erste Pfarrkurat. 1980 wurde die Glaubensgemeinschaft St. Hedwig zur Stadtpfarrerei erhoben.
Planungen und Bau waren mit Schwierigkeiten verbunden: Die Größe, der Turmaufbau oder das Glockengeläut wurden ständig bemängelt. Die juristischen Querelen wurden bis zum Bayerischen Verwaltungsgerichtshof in München getragen. Im Sommer 1980 begannen die Arbeiten für die vier Baukörper Kirche (mit 350 Sitzplätzen), Pfarrheim und -haus sowie Kirchturm.
Die Kosten für das vom Kemptener Architekten Dieter Heiler geplante Projekt beliefen sich auf zehn Millionen D-Mark. 1986 weihte Diözesanbischof Josef Stimpfle die neue Kirche ein. Der Stadtteil Thingers zählte zu diesem Zeitpunkt rund 5200 Einwohner, davon waren etwa 3500 katholisch.
Seit 2010 gehört die Kirche zur Pfarrgemeinde Kempten-West.